# Luca Agamennoni
Luca Agamennoni (født 8. august 1980 i Livorno) er en italiensk tidligere roer og dobbelt olympisk medaljevinder.
Agamennoni roede i flere forskellige bådtyper, og hans første store internationale resultat kom i 2001, hvor han var med til at vinde VM-sølv i firer med styrmand. De følgende år roede han også blandt andet dobbeltfirer og firer uden styrmand, og det var i sidstnævnte båd, han deltog i OL 2004 i Athen sammen med Lorenzo Porzio, Dario Dentale og Raffaello Leonardo. I det indledende heat blev italienerne nummer to, hvorpå de blev nummer tre i semifinalen. I finalen var Storbritannien stærkest og vandt guld, mens Canada under en tiendedel sekund bagefter blev toer og Italien et pænt stykke derefter blev treer.
I 2005 roede han toer uden styrmand sammen med Dario Lari og de vandt bronze ved VM. I 2006 kom han med i den italienske otter, der vandt VM-sølv det år. Han var med i italienernes dobbeltfirer sammen med Simone Venier, Rossano Galtarossa og Simone Raineri ved OL 2008 i Beijing. De blev nummer to i indledende heat, ganske tæt på Australien, der satte ny olympisk rekord, og de vandt derpå deres semifinale. I finalen var de forsvarende verdensmestre fra Polen dog hurtigst og vandt sikkert guldet, mens Italiens sølvmedaljer var næsten lige så sikre foran Frankrig på tredjepladsen.
Ved VM 2010 var han med til at vinde VM-sølv i dobbeltfireren, og i 2011 var han med til at vinde EM-bronze i firer uden styrmand.
Ved OL 2012 i London var han igen med i firer uden styrmand, der her blev nummer otte. I 2016 var han med til at vinde EM-bronze i otteren, hvilket samtidig gav kvalifikation til OL 2016 i Rio de Janeiro. Her var han også med, men italienerne måtte tage til takke med sidstepladsen i indledende heat og sidstepladsen i opsamlingsheatet, og dermed var de eneste nation, der ikke gik i finalen, og endte på en syvendeplads. Herefter indstillede Agamennoni sin internationale karriere.

## OL-medaljer
- 2004:  Bronze i firer uden styrmand
- 2008:  Sølv i dobbeltfirer